# 塩化ブロモジフルオロアセチル
塩化ブロモジフルオロアセチル(bromodifluoroacetyl chloride)は、化学式がBrCF2COClの化合物である。生物活性のあるα,α-ジフルオロ-γ-ラクタム合成の出発物質または、C-ヌクレオシドのトリフルオロメチル化剤として用いられている。